# المرأة الجديدة

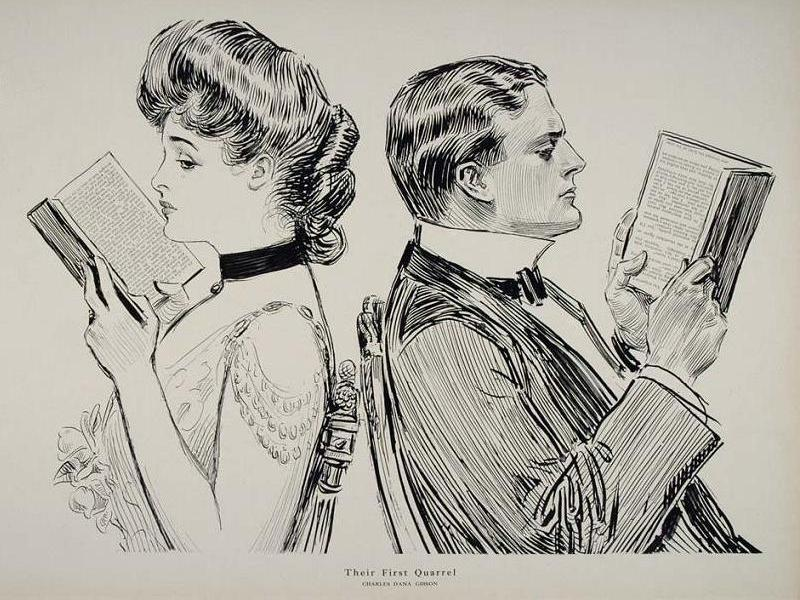

المرأة الجديدة، هي أحد المُثل النسوية التي تعود إلى أواخر القرن التاسع عشر، فضلًا عن تركها لتأثير كبير على الحركة النسوية لفترة طويلة من القرن العشرين. استخدمت الكاتبة الأيرلندية سارة غراند مصطلح «المرأة الجديدة» في أحد مقالاتها المؤثرة في عام 1894، إذ استعانت بهذا المصطلح للإشارة إلى النساء المستقلات اللاتي سعين إلى إحداث تغيير جذري. استخدمت الكاتبة الإنجليزية ماريا لويز دي لا رامي المُلقبة بـ «ويدا» هذا المصطلح أيضًا في عنوان أحد مقالاتها ردًا على غراند. روّج الكاتب الأمريكي البريطاني هنري جيمس لهذا المصطلح على نطاق واسع، إذ استخدمه لوصف تطور بعض النساء من المستقلات مهنيًا من النسويات المتعلمات في أوروبا والولايات المتحدة. لم يكن استقلال المرأة هذا مجرد استقلال على الصعيد الفكري وحسب، بل انطوى على تغييرات جسدية من حيث التصرفات واللباس، إذ ساهمت بعض الأنشطة –كركوب الدراجات الهوائية مثلًا- في توسيع قدرات المرأة على الانخراط ضمن عالم أكثر حيوية.
تجاوز مفهوم المرأة الجديدة الحدود المجتمعية الذكورية، ويبدو هذا الأمر جليًا في مسرحيات النرويجي هنريك إبسن (1828- 1906).

## تغيير الأدوار الاجتماعية
انضم الكاتب هنري جيمس إلى مجموعة المؤلفين الذين عمموا مصطلح «المرأة الجديدة»، المصطلح الذي كان بمثابة صورة مُمثلة في بطلات رواياته، بما في ذلك الشخصية الرئيسية في روايته القصيرة دايزي ميلر (نُشرت في عام 1878) وشخصية إيزابيل آرتشر في روايته صورة سيدة (نُشرت بين عامي 1880- 1881). كتبت المؤرخة روث بوردين عن مصطلح المرأة الجديدة:
قصد به [جيمس] توصيف المغتربات الأمريكيات القاطنات في أوروبا: النساء الثريات والشاعريات، اللاتي امتلكن روحًا مستقلةً بشكل جلي واعتدن على التصرف من تلقاء أنفسهن على الرغم من ثرائهن. يشير مصطلح المرأة الجديدة دومًا إلى النساء المسيطرات على حياتهن، سواءً حياتهن الشخصية أو الاجتماعية أو الاقتصادية.
اعتُبر مصطلح «المرأة الجديدة» بمثابة لقب أُطلق على إيلا هيبورث ديكسون، التي كانت المؤلفة الإنجليزية لرواية قصة امرأة عصرية.

### التعليم الجامعي والمهني
أضحت المرأة الجديدة أكثر انخراطًا ونشاطًا في الحياة بصفتها عضوةً في المجتمع وجزءً من القوى العاملة، لكن صوّر الأدب والمسرح وغيرهما من أشكال التعبير الفني المرأة الجديدة باعتبارها مستقلةً في الحيز المنزلي والخاص وحسب. كان للحركة المطالبة بحق المرأة في التصويت والتي نادت بمنح النساء حقوقهن الديمقراطية في القرن التاسع عشر تأثير كبير على المرأة الجديدة. تزايدت فرص المرأة في الحصول على التعليم والعمل، وذلك تزامنًا مع تحول الدول الغربية إلى دول أكثر حضرية وصناعية. أكسبت عاملات «الياقة الوردية» المرأة موطئ قدم في الحيز التجاري والمؤسساتي. شكلت نسبة النساء العاملات 6.4% فقط من القوى العاملة في المجالات غير الزراعية في الولايات المتحدة في عام 1870، لكن ارتفعت هذه النسبة إلى 10% ثم إلى 13.3% في عام 1920.
اكتسبت المزيد من النساء الحق في الالتحاق بالجامعات أو الكليات. تلقّت بعضهن تعليمًا مهنيًا ثم أصبحن محاميات وطبيبات وصحفيات، أو حتى أستاذات جامعيات في الكليات النسائية الراقية مثل كليات الأخوات السبعة: بارنارد، وبرين ماور، وماونت هوليوك، وراكدليف، وسميث، وفاسار، وويليسلي. ارتفعت نسبة إكمال المرأة الجديدة لتعليمها الجامعي في الولايات المتحدة بحلول مطلع القرن العشرين. أصبحت أليس فريمان بالمر أول امرأة تتولى منصب رئاسة كليى ة ويليسلي في عام 1881، بينما انتُخبت قيادة نسائية في كلية ماونت هوليوك منذ تأسيسها في عام 1837.

### الجنسانية والتوقعات الاجتماعية
اعتُبر الاستقلال الذاتي هدفًا ثوريًا للمرأة في نهاية القرن التاسع عشر. كان اعتماد النساء على أزواجهن أو أقاربهن الذكور أو مؤسساتهن الاجتماعية والخيرية قانونيًا واقتصاديًا من البديهيات التاريخية. أسفر توافر الفرص التعليمية والمهنية للنساء في القرن التاسع عشر ومنحهن الحقوق القانونية في التملك (وليس التصويت) عن دخولهن حيزًا جديدًا من الحرية والحق في الاختيار، ولا سيما فيما يتعلق بالزواج والشركاء الجنسيين. علّقت المرأة الجديدة أهميةً كبيرةً على استقلاليتها الجنسية، وذلك على الرغم من صعوبة الحصول على هذه الاستقلالية عمليًا بسبب استمرار رفض المجتمع الشديد لأي بادرة من بوادر الإباحية الأنثوية. نُظر إلى أي نشاط جنسي للمرأة خارج إطار الزواج على أنه غير أخلاقي في العصر الفيكتوري. أدت التغييرات التي طرأت على قانون الطلاق في أواخر القرن التاسع عشر إلى بروز المرأة الجديدة التي تستطيع تخطّي الطلاق باستقلاليتها الاقتصادية، فضلًا عن رفعها لعدد النساء اللاتي تزوجن مجددًا بعد طلاقهن. اعتُبر حفاظ المرأة الجديدة على الاحترام الاجتماعي تزامنًا مع ممارستها لحقوقها القانونية -التي كانت ماتزال غير أخلاقية بنظر الكثير- تحديًا كبيرًا لها:
أعربت ماري هيتون فورس عن تنازلاتها على هذا النحو: «لا أسعى جاهدةً لأي شيء في حياتي الشخصية باستثناء محاولتي لأن أكون جديرةً بالاحترام عند زواجي».
تجلّى هذا الأمر في روايات هنري جيمس، إذ حرر بطلات رواياته وسمح لهن بممارسة استقلاليتهن الفكرية والجنسية، لكنهن دفعن ثمن خياراتهن هذه في نهاية المطاف.
وجدت بعض من المعجبات بتيار المرأة الجديدة سبيلهن للحرية في انخراطهن في علاقات مثلية عن طريق تواصلهن مع بعض المجموعات النسائية. قيل إنه بالنسبة لبعض منهن «أصبح حب النساء الأخريات وسيلةً للهروب من الهيمنة الذكورية المُتصورة والكامنة في العلاقات الغيرية». وفي المقابل، مارست بعض النساء الأخريات حريتهن الجديدة من خلال استقلالهن الاقتصادي وتوقفهن على التعرض للمساءلة أمام الأوصياء عن خياراتهن الجنسية وعلاقاتهن الأخرى.

### الفوارق الطبقية
برزت المرأة الجديدة بعد ازدياد احترام حق نساء الطبقات العليا ذوات الامتيازات في الحصول على التعليم الجامعي والوظائف. اعتُبر التعليم الجامعي دليلًا على الثراء بالنسبة للرجال في مطلع القرن العشرين، إذ لم يتلق سوى أقل من 10% من الأشخاص في الولايات المتحدة تعليمًا جامعيًا خلال تلك الحقبة.
انتمت النساء اللاتي التحقن بالجامعات إلى الطبقة الوسطى البيضاء عمومًا، الأمر الذي عنى التخلي عن الطبقة العاملة والنساء الملونات والمهاجرات في هذا السباق الرامي إلى ترسيخ هذا النموذج الأنثوي الجديد. انتقدت الكاتبات المنتميات إلى هذه المجتمعات المهمشة الطريقة التي حصلن بها على حريتهن الجندرية الجديدة، إذ اعتبرن أنها تحققت على حساب عرقهن أو إثنيتهن أو طبقتهن. قدّرت هذه النساء الاستقلال الذي حصلت عليه المرأة الجديدة واحترمنه، لكنهن لم يتمكنّ من تجاهل حقيقة المسألة المتمثلة بأنه لا يمكن سوى لنساء الطبقة المتوسطة البيضاء تحقيق معايير المرأة الجديدة في العصر التقدمي في معظم الأحيان.